# Climax Entertainment
Nota: para ver a companhia britânica de video games, veja Climax Group.
Climax Entertainment é uma companhia japonesa desenvolvedora de jogos de video games fundada em Abril de 1990. Climax começou durante a era 16 bit, primeiramente desenvolvendo jogos para o Sega Mega Drive. Durante a era 32 bit, alguns membros sairam e criaram a Matrix Software.

## Jogos
- Blue Stinger (Dreamcast)
- Dark Savior (Saturn)
- Felony 11-79 (PlayStation)
- Kingdom of Paradise (PlayStation Portable)
- Lady Stalker (Super Nintendo)
- Landstalker (Mega Drive)
- Série Runabout (PlayStation e PlayStation 2)
- San Francisco Rush (PlayStation)
- Shining Force (com a Camelot Software Planning) (Mega Drive)
- Shining Force II (com a Camelot Software Planning) (Mega Drive)
- Shining in the Darkness (com a Camelot Software Planning) (Mega Drive)
- Steal Princess (Nintendo DS)
- Time Stalkers (Dreamcast)